# Sportgemeinschaft SS Posen
Sportgemeinschaft SS Posen (SG SS Posen) – klub piłkarski prowadzony przez SS, który w latach 1941–1943 rozgrywał mecze w Poznaniu, przyłączonym wówczas do tzw. Rzeszy Wielkoniemieckiej.

## Historia
Po Kampanii wrześniowej, w październiku 1939 r. Wielkopolska została przyłączona do Rzeszy Niemieckiej. Wszystkie polskie kluby zostały zakazane, tylko Niemcy mogli uczestniczyć w zorganizowanych zajęciach sportowych. W nowo powstałym Kraju Warty w 1940 roku utworzono oddzielną piłkarską ligę, Gauliga Wartheland (Liga okręgowa Kraju Warty). Wśród dwunastu klubów, które rozpoczęły pierwszy sezon w 1941 r. był SG SS Posen. W szeregach klubu grał były reprezentant Polski Fryderyk Scherfke, który nie był członkiem SS.
Jednak po rozegraniu zaledwie sześciu meczów SG została wycofana z gry w lutym 1942 roku, bez podania przyczyn przez prasę. Klub zajmował wówczas drugie miejsce w tabeli. W sierpniu 1942 r. klub został ponownie sformowany z nowych graczy, nie należał już do nich Scherfke. Jednak od tego momentu klub nie grał już w lidze okręgowej, ale w lidze powiatu poznańskiego. Rozgrywki zakończyły się pod koniec 1944 roku z powodu zbliżającego się frontu, a niemieckie kluby rozwiązały się.